# Погрешно скретање
Погрешно скретање (енгл. Wrong Turn) је амерички хорор филм из 2003. године, написан од стране Алена МекЕлроја и режиран од стране Роб Шмита. Главни глумци су Десмонд Харингтон, Елајза Душку, Емануел Хрики, Џереми Систо и Кевин Зигерс. Имао је буџет од 12,6 милиона америчких долара и зараду од 28,7 милиона америчких долара. То је био први пут да филм има два хронолошка наставка и три хронолошка предзнака филму.

## Радња
Крис, студент медицине, путује на разговор за посао пролазећи кроз планине Западне Вирџиније. Каснио је на састанак, и тада је отишао на прву пумпу у потрази за телефоном. Старац који је радио на пумпи упутиће га споредним путем где га чека незаборавно искуство. 
Када на друму дође до саобраћајне незгоде, он одлучује да крене алтернативним путем који води кроз само срце шуме. Недуго затим, својом непажњом, судара се са аутомобилом остављеним на цести. Крис, и људи са којима се сударио кренули су кроз шуму у потрази за људима и телефоном, и коначно наилазе на наизглед сасвим нормалну колибу. На крају се испоставило да ту живе издеформисани људи мутанти који убијају и једу друге људе. Баш у том тренутку, кад су схватили где се налазе мутанти су се вратили кући. Пробали су да побегну из колибе али видевши да другог излаза нема сем тог који води право на људождере, одлучују да се сакрију унутра.
Дружина је тек постала свесна ситуације у којој се налази у моменту кад су људождери бацили њихову другарицу на сто коју су претходно нашли у шуми и убили, и почели да је касапе и једу. Након свог оброка људождери су заспали, а дружина је искористила тренутак и побегла. Нажалост нису остали непримећени, и убрзо након тога мутанти су кренули да их лове по шуми. Због своје кобне грешке почињу да страдају један по један, и тако се дружина смањила на Криса и Џеси који су успели да се извуку живи.

## Улоге
- Дезмонд Харингтон... Крис Флин
- Елајза Душку... Џеси Берлингејм
- Емануел Шрики... Карли
- Џереми Систо... Скот
- Линди Бут... Франсин
- Кевин Зигерс... Еван
- Ивон Годри... Хејли Смит
- Џоел Харис... Ричард Стокер
- Вејн Робсон... Старац
- Дејвид Хјубанд... полицајац
- Џејмс Даунинг... Возач Камиона

## Наставци
Филм прати шест наставака: Погрешно скретање 2: Крај пута (2007), Погрешно скретање 3: Лево од смрти (2009), Погрешно скретање 4: Крвави почеци (2011), Погрешно скретање 5: Крвне везе (2012), Погрешно скретање 6: Последње уточиште (2014) и Погрешно скретање: Почетак (2021).

### Погрешно скретање 2: Крај пута(2007)
Други филм нас упознаје са већом породицом канибала, оцем, мајком, сином и ћерком. Поред њих ту је старац који је поменут у првом делу, за ког се испоставило да је отац канибала, и канибал „тропрсти”. 
У овом делу се организује нека врста ријалитија, у ком такмичари наводно треба да преживе, и раде одређене задатке. Док су се учесници осврнули и док су схватили шта се дешава, већ је велика већина људи била побијена. На послетку су успели да побегну, убивши породицу канибала и старца, али на самом крају филма приказује се тропрсти и његов син који су преживели, и појављују се у следећем наставку филма.

### Погрешно скретање 3: Лево од смрти(2009)
Овај филм је испуњен са највише акције. У отварању филма видимо окореле криминалце Чавеза, Флојда и остале у затвору који смишљају план о бегу кад их буду транспортовали у Хејзелтон. На путу ка Хејзелтону, тропрсти канибал поставља шиљке на друм који буше гуме на аутобусу и тако креће авантура. Ствари су се окренуле, и затвореници су били ослобођени. Стицајем околности, полицајци нису имали другог избора него да их слушају, па су им показивали пут који води из шуме. У току бега, наилазе на сина од тропрстог, одсецају му главу и набијају на колац, као упозорење тропрстом, но имало је тотални контра ефекат. Тропрсти је то спазио и почео да користи прилике да их убија, што својим оруђем, што замкама. Број затвореника и полицајаца се драстично смањио, и настао је хаос. Чавез убија Флојда, потом тропрсти убија и прождире Чавеза. Полицајац Нејл, и девојка Алекс на коју су наишли колима су прегазили тропрстог, потом су та иста кола запалили, што му је окончало живот.

### Погрешно скретање 4: Крвави почеци(2011)
Хронолошки гледано, ово је први филм. У њему гледамо сва три главна канибала у лудници, док су били јако мали. На јако лукав начин успевају да побегну, где су побили све које их чувају, а остале болеснике су пустили на слободу. Ту болницу у којој су били лечени, касније користе као свој дом. Млада дружина направила је погрешно скретање услед велике олује, и морали су да преноће у тој болници јер нису имали другог рационалног избора. Након неког времена схватају да нису сами, већ да су са њима канибали који ће их на крају нажалост све побити.

### Погрешно скретање 5: Крвне везе(2012)
Криминалац Мејнард је у бекству преко тридесет година, и сада убија и једе људе са својом браћом мутантима. Он ипак бива у затворској ћелији, али га браћа ослобађају и убијају свакога ко им стане на пут. На њихову срећу у том граду се одржавао маскенбал, па су могли лако и незапажено да прођу. Након бега из затвора, филм се завршава кад четири брата узимају једну од девојака као таоца.

### Погрешно скретање 6: Последње уточиште(2014)
У шестом делу, Дени разоткрива његову давно изгубљену породицу, дубоко у шуми у Западној Вирџинији. Дени ће морати да изабере између своје породице и пријатеља који бивају убијани један по један од стране његове породице.

### Погрешно скретање: Почетак(2021)
Октобра 2018. године, званично је саопштено да је у фази развоја прерада базирана на оригиналном филму (првом делу). Филм је такође осмишљен од стране Алена МекЕлроја, док је режисер Мајк Нелсон. Филм је изашао 26. јануара 2021. године.

## Преглед филмова
| Филм                                   | Година | Режисер         | Сценариста               | Продуцент                   |
| -------------------------------------- | ------ | --------------- | ------------------------ | --------------------------- |
| Погрешно скретање                      | 2003.  | Роб Шмит        | Алан Б. Мекелрој         | Стен Винстон                |
| Погрешно скретање 2: Крај пута         | 2007.  | Џо Линч         | Тури Мејер и Ал Септијен | Џеф Фрилич                  |
| Погрешно скретање 3: Лево од смрти     | 2009.  | Деклен О'Брајен | Конор Џејмс Делени       | Џефери Бич и Филип Рот      |
| Погрешно скретање 4: Крвави почеци     | 2011.  | Деклен О'Брајен | Деклен О'Брајен          | Ким Тод                     |
| Погрешно скретање 5: Крвне везе        | 2012.  | Деклен О'Брајен | Деклен О'Брајен          | Џефери Бич и Филип Рот      |
| Погрешно скретање 6: Последње уточиште | 2014.  | Валери Милев    | Френк Худвард            | Џефери Бич и Филип Рот      |
| Погрешно скретање                      | 2021.  | Мајк П. Нелсон  | Алан Б. Мекелрој         | Џејмс Харис и Роберт Кулцер |

## Канибали

### „Тропрсти”
Многи га сматрају главним ликом у целокупном филму. Највише пута га и срећемо. Његов деформитет је на највишем нивоу од свих канибала, проузрокована је токсичним хемикалијама још од његовог рођења. Оно што га одваја од његове браће је интелигенција, био је вешт у прављењу замки и заседа.
- У Погрешном скретању (2003) појављује се заједно са оба брата. Ловили су студента медицине Криса, и његове новонастале пријатеље који су се недуго пре тога упознали. На крају филма, Крис уништава њихову колибу, што Тропрсти преживљава, а остала двојица не.
- У Погрешном скретању 2: Крај пута (2007) виђамо га у отварању филма, где заједно са другим канибалима убија девојку која је требало да учествује у ријалитију. Потом креће са нападима на остале учеснике, један од њих га је упуцао двоцевком мислећи да ће га тако убити, али ипак је преживео.
- У Погрешном скретању 3: Лево од смрти (2009) он лови групу одбеглих затвореника, и полицајце који је требало да их транспортују у други затвор. У овом делу Тропрсти умире, и ово је хронолошки гледано последњи део за сада.
- У Погрешном скретању 4: Крвави почеци (2011) он је главни лик поред своја два брата, баш као и у првом делу, први пут од тада. Видимо га као јако младог дечака. Иако је био јако млад, није био ништа мање опасан.
- у Погрешном скретању 5: Крвне везе (2012) видимо да има невероватну издржљивост и могућност регенерисања, јер је небројано пута био повређен што хладним, што ватреним оружјем, и опет је преживео.
- У Погрешном скретању 6: Последње уточиште (2014) такође се појављује са својом браћом, и заједно налазе свог давно изгубљеног члана породице.

### „Оштрозуби”
Као и његова браћа, оштрозуби се појављује у првом филму. Он је највећи и најснажнији у породици. Убијен је у првом делу, и не појављује се све до четвртог дела.

### „Једнооки”
Први пут се појављује у првом делу, где као и Оштрозуби умире, и не појављује се до четвртог, петог и шестог филма.

### Остали
У Погрешном скретању 2: Крај пута (2007) упознајемо се са новим члановима породице који су се звали Ма, Па, Брат, и Сестра. Приказало су рођени брат и сестра у ствари били и у љубавној вези и тако правили инцест. Сестра се чак опасно наљутила на свог брата када му се свидела једна од учесница ријалитија. Други филм се завршава тако што видимо да су једини преживели били Тропрсти и његов син, који се такође појављује у Погрешном скретању 3: Лево од смрти (2009). Он бива убијен од стране Чавеза.